# Diocesi di Aquisgrana

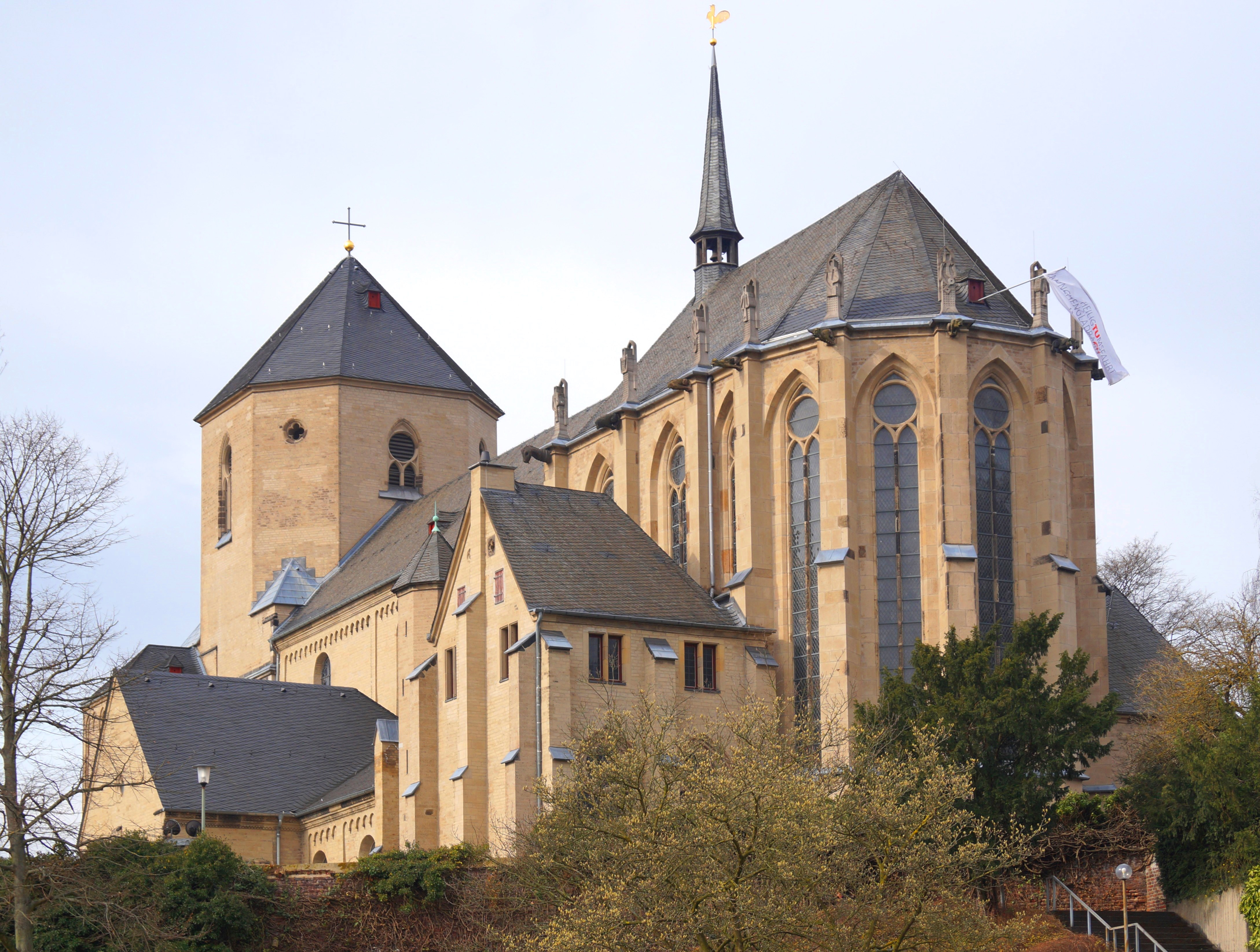
La Mönchengladbacher Münster St. Vitus.

La diocesi di Aquisgrana (in latino: Dioecesis Aquisgranensis) è una sede della Chiesa cattolica in Germania suffraganea dell'arcidiocesi di Colonia. Nel 2022 contava 1.021.980 battezzati su 2.014.638 abitanti. È retta dal vescovo Helmut Karl Dieser.

## Territorio
La diocesi comprende la parte occidentale della Renania Settentrionale-Vestfalia, al confine con Belgio e Paesi Bassi. È delimitata a nord dalle diocesi di Münster e di Essen, ad est dall'arcidiocesi di Colonia, ad est e a sud dalla diocesi di Treviri, ad ovest dalla diocesi belga di Liegi e da quella olandese di Roermond.
Sede vescovile è la città di Aquisgrana, dove si trova la cattedrale di Santa Maria Assunta. Nel territorio sorgono anche due basiliche minori: la basilica dei Santi Potentino, Felice e Simplicio nel Kloster Steinfeld di Kall-Steinfeld; e la basilica di San Vito nella Mönchengladbacher Münster a Mönchengladbach.
Il territorio si estende su 4.020 km² ed è suddiviso in 326 parrocchie, raggruppate in 8 regioni pastorali: Krefeld, Viersen-Kempen, Mönchengladbach, Heinsberg, Düren, Aquisgrana città, Aquisgrana regione, Eifel.

## Storia
In base al concordato francese del 1801, Aquisgrana divenne sede episcopale, suffraganea dell'arcidiocesi di Malines, il 29 novembre 1801 per effetto della bolla Qui Christi Domini di papa Pio VII.
La nuova diocesi comprendeva i due dipartimenti francesi, oggi non più esistenti, della Roer e del Reno e Mosella sulla riva sinistra del Reno, ed era costituita da 79 parrocchie di prima classe e 754 di seconda classe. Il territorio fu ricavato principalmente dall'arcidiocesi di Colonia (compresa la stessa città di Colonia che era stata annessa alla Francia) cui furono unite porzioni minori delle diocesi di Liegi, di Utrecht, di Roermond e di Magonza. Nel 1808 il territorio diocesano fu ingrandito della città di Wesel e del suo territorio posto sulla riva destra del Reno.
Il primo ed unico vescovo fu Marc Antoine Berdolet (13 settembre 1740 – 13 agosto 1809), un ex vescovo costituzionale nominato da Napoleone e confermato dalla Santa Sede il 30 maggio 1802; questi, per la maggior parte del tempo, lasciò il governo della diocesi al suo vicario generale, Martin Wilhelm Fonck. Dopo la morte del vescovo Berdolet, Denis François Le Camus, vicario generale della diocesi di Meaux, fu designato a succedergli, ma non ottenne mai l'istituzione canonica da parte di Roma; si limitò perciò ad amministrare la diocesi fino alla sua morte nel 1814; in seguito la sede fu governata dai due vicari generali Fonck e Klinkenberg.
La bolla De salute animarum di Pio VII, del 16 luglio 1821, che disciplinava le questioni riguardanti la Chiesa sul territorio prussiano, soppresse la diocesi di Aquisgrana, vacante da tempo, e trasferì la maggior parte del suo territorio all'arcidiocesi di Colonia e la restante parte alle diocesi di Treviri e di Münster; queste decisioni ebbero effetto solo con la nomina dell'arcivescovo di Colonia Ferdinand August von Spiegel nel 1824. Il capitolo della cattedrale fu trasformato in capitolo collegiato composto da un prevosto e sei canonici.
In seguito al concordato con la Prussia del 1929, la diocesi fu ristabilita il 13 agosto 1930 con la bolla Pastoralis officii nostri di papa Pio XI, ricavandone il territorio dall'arcidiocesi di Colonia, di cui è divenuta suffraganea; alla nuova diocesi fu annessa anche la parrocchia di Hinsbeck, staccata dalla diocesi di Münster.

## Cronotassi dei vescovi
Si omettono i periodi di sede vacante non superiori ai 2 anni o non storicamente accertati.
- Marc-Antoine Berdolet † (30 maggio 1802 - 13 agosto 1809 deceduto)
  - Sede vacante (1809-1821)
  - Sede soppressa (1821-1930)
- Joseph Vogt † (30 gennaio 1931 - 5 ottobre 1937 deceduto)
  - Sede vacante (1937-1943)
- Johannes Joseph van der Velden † (7 settembre 1943 - 19 maggio 1954 deceduto)
- Johannes Pohlschneider † (30 agosto 1954 - 13 dicembre 1974 ritirato)
- Klaus Hemmerle † (9 settembre 1975 - 23 gennaio 1994 deceduto)
- Heinrich Mussinghoff (12 dicembre 1994 - 8 dicembre 2015 ritirato)
- Helmut Karl Dieser, dal 23 settembre 2016

## Statistiche
La diocesi nel 2022 su una popolazione di 2.014.638 persone contava 1.021.980 battezzati, corrispondenti al 50,7% del totale.
| anno | popolazione | popolazione | popolazione | presbiteri | presbiteri | presbiteri | presbiteri                | diaconi | religiosi | religiosi | parrocchie |
| anno | battezzati  | totale      | %           | numero     | secolari   | regolari   | battezzati per presbitero | diaconi | uomini    | donne     | parrocchie |
| ---- | ----------- | ----------- | ----------- | ---------- | ---------- | ---------- | ------------------------- | ------- | --------- | --------- | ---------- |
| 1949 | 1.185.521   | 1.334.664   | 88,8        | 1.175      | 947        | 228        | 1.008                     |         | 263       | 3.125     | 519        |
| 1959 | 1.337.115   | 1.658.898   | 80,6        | 1.363      | 970        | 393        | 981                       |         | 622       | 4.193     | 532        |
| 1970 | 1.486.613   | 1.902.480   | 78,1        | 1.424      | 1.026      | 398        | 1.043                     |         | 580       | 3.658     | 488        |
| 1980 | 1.445.000   | 1.850.000   | 78,1        | 1.122      | 813        | 309        | 1.287                     | 11      | 433       | 2.622     | 538        |
| 1990 | 1.299.000   | 1.858.000   | 69,9        | 927        | 697        | 230        | 1.401                     | 48      | 345       | 1.891     | 538        |
| 1999 | 1.242.500   | 2.008.000   | 61,9        | 785        | 608        | 177        | 1.582                     | 56      | 239       | 1.331     | 539        |
| 2000 | 1.232.300   | 2.012.000   | 61,2        | 766        | 590        | 176        | 1.608                     | 62      | 238       | 1.305     | 539        |
| 2001 | 1.222.148   | 2.016.000   | 60,6        | 754        | 579        | 175        | 1.620                     | 57      | 226       | 1.200     | 541        |
| 2002 | 1.214.451   | 2.025.000   | 60,0        | 728        | 578        | 150        | 1.668                     | 58      | 197       | 1.148     | 540        |
| 2003 | 1.207.487   | 2.035.000   | 59,3        | 691        | 555        | 136        | 1.747                     | 56      | 187       | 1.102     | 538        |
| 2004 | 1.200.375   | 2.041.454   | 58,8        | 670        | 535        | 135        | 1.791                     | 62      | 182       | 1.082     | 538        |
| 2006 | 1.178.884   | 2.054.108   | 57,4        | 635        | 509        | 126        | 1.856                     | 65      | 174       | 1.006     | 531        |
| 2011 | 1.122.038   | 2.033.762   | 55,2        | 548        | 443        | 105        | 2.047                     | 80      | 147       | 782       | 374        |
| 2012 | 1.110.948   | 2.028.699   | 54,8        | 542        | 436        | 106        | 2.049                     | 82      | 141       | 766       | 371        |
| 2015 | 1.091.000   | 2.032.000   | 53,7        | 486        | 402        | 84         | 2.244                     | 80      | 114       | 685       | 330        |
| 2016 | 1.077.000   | 1.981.667   | 54,4        | 484        | 394        | 90         | 2.225                     | 83      | 124       | 678       | 329        |
| 2017 | 1.087.450   | 2.010.000   | 54,1        | 431        | 360        | 71         | 2.523                     | 81      | 92        | 600       | 326        |
| 2018 | 1.087.450   | 2.010.000   | 54,1        | 431        | 360        | 71         | 2.523                     | 81      | 92        | 600       | 326        |
| 2020 | 1.021.500   | 2.009.557   | 50,8        | 396        | 335        | 61         | 2.579                     | 80      | 79        | 584       | 326        |
| 2022 | 1.021.980   | 2.014.638   | 50,7        | 363        | 310        | 53         | 2.815                     | 77      | 65        | 470       | 326        |